# Chasmatonotus parabicolor
Chasmatonotus parabicolor är en tvåvingeart som beskrevs av Yamamoto 1980. Chasmatonotus parabicolor ingår i släktet Chasmatonotus och familjen fjädermyggor. Inga underarter finns listade i Catalogue of Life.